# Elin Jones
Elin Jones (Llanbedr Pont Steffan, 1 de setembre de 1966) és una política gal·lesa, que president l'Assemblea Nacional de Gal·les des de 2016. Com a diputada, representa la circumscripció de Ceredigion pel partit Plaid Cymru des de 1999.

## Biografia
Va assistir a l'escola primària i secundària de Llanbedr Pont Steffan. Es va graduar per la Universitat de Cardiff amb una llicenciatura en economia i fer un postgrau de mestratge en economia agrícola de la Universitat d'Aberystwyth. Anteriorment, havia treballat com a oficial de desenvolupament econòmic per a la Junta de Desenvolupament de Gal·les Rural. Va ser ministra a l'ombra de Medi Ambient, Planificació i Camp.
Elin Jones parla gal·lès i anglès. També va ser directora de Radio Ceredigion i de Wes Glei Cyf, una productora de televisió. Viu a Aberaeron. Havia cantat amb el grup gal·lès Cwlwm i també és membre d'un cor mixt, Côr ABC Aberystwyth.

## Carrera política
Elin Jones va ser regidora a l'Ajuntament d'Aberystwyth ades de 1992 a 1999 i el 1997 es va convertir en l'alcaldessa més joves d'Aberystwyth, un càrrec que va mantenir fins a 1998. Va ser presidenta nacional de Plaid Cymru entre 2000 i 2002.
En les primeres eleccions de l'Assemblea el 1999 Elin Jones va ser escollida diputada per Ceredigion i va servir com a ministra a l'ombra de Desenvolupament Econòmic durant la primera legislatura. Després de les eleccions a l'Assemblea de 2003, va conservar aquesta cartera fins a 2006, quan es va convertir en ministra a l'ombra de Medi Ambient, Planificació i Camp. El 9 de juliol 2007 va ser nomenada ministra de Medi Rural. La seva permanència en aquest càrrec va ser criticada per George Monbiot en el seu llibre Feral.
El 2011 va concórrer a les eleccions a l'Assemblea i va ser reelegida.